# Мар дел Плата
Мар дел Плата (на испански: Mar del Plata) е град в Аржентина.

## География
Разположен е на брега на Атлантически океан в провинция Буенос Айрес. Прочут морски курорт и риболовен център. Население 541 733 жители от преброяването през 2001 г.

## История
Градът е основан през 1874 г.

## Спортни събития, свързани с България
На световното първенство по класическа борба през 1969 г., което се провежда в Мар дел Плата българският борец Петър Крумов става световен шампион.

## Личности
Родени
- Астор Пиацола (1921 – 1992), аржентински музикант
- Гилермо Вилас (р. 1952), аржентински тенисист

Починали
- Алфонсина Сторни (1892 – 1938), аржентинска поетеса
- Алфредо Варела (1914 – 1984), аржентински писател

## Побратимени градове
- Сан Бенедето дел Тронто, Италия
- Форт Лодърдейл, Флорида, САЩ